# Butyl-methakrylát
Butyl-methakrylát je organická sloučenina, ester kyseliny akrylové a butran-1-olu. Používá se jako monomer při výrobě polyakrylátů, polymerizace se obvykle provádí radikálově.

## Bezpečnost
LD50 butyl-methakrylátu při orálním podání má u krys hodnotu 20 g/kg. Tato látka způsobuje podráždění očí a může vyvolat i slepotu.